# Alpha Chamaeleontis

Alpha Chamaeleontis is de ster alpha van het sterrenbeeld Kameleon (Chamaeleon)

Alpha Chamealeontis is een ster in het sterrenbeeld Kameleon met een magnitude van 4,0 en een afstand van 63,6 lichtjaar. De spectraalklasse van de ster is F5VFe-0.8, waarbij Fe-0.8 aangeeft dat de abundantie van ijzer abnormaal laag is. De ster is niet te zien vanuit de Benelux.